# Manu nationalpark
Manu nationalpark (spanska: Parque nacional del Manu) är belägen i sydöstra Peru, mellan provinserna Manu i Madre de Dios och Paucartambo i Cusco. Manuparken utsågs till världsarv 1987.
Parken har ett rikt växt- och djurliv: 20 000 olika växter, 1 200 fågelarter, 200 olika sorters däggdjur och ett okänt antal reptiler, groddjur och insekter.